# Gare de Shizukuishi
La gare de Shizukuishi (雫石駅, Shizukuishi-eki) est une gare ferroviaire de la ville de Shizukuishi, dans la préfecture d'Iwate au Japon. Elle est exploitée par la compagnie JR East.

## Situation ferroviaire
La gare est située au point kilométrique (PK) 16,0 des lignes Shinkansen Akita et Tazawako.

## Histoire
La gare de Shizukuishi est inaugurée le 15 juin 1921. Elle est desservie depuis le 22 mars 1997 par ligne Shinkansen Akita.

## Service des voyageurs

### Accueil
La gare dispose d'un bâtiment voyageurs, avec guichets, ouvert tous les jours.

### Desserte
- Ligne Shinkansen Akita :
  - voie 1 : direction Akita ou Morioka et Tokyo
- Ligne Tazawako
  - voies 1 et 2 : direction Ōmagari
  - voies 1 à 3 : direction Morioka